# Димитър Кочооглу
Димитър Кочооглу, още Кочоолу или Кочелиев, е български възрожденски общественик и участник в църковно-националните борби на българите в Източна Македония.

## Биография
Димитър Кочооглу е роден през 1818 година в драмското село Просечен, тогава в Османската империя, днес Просоцани, Гърция. Дългогодишен кмет (мухтар) е на родното си село. Той е един от водачите на българската екзархийска партия в Драмско в борбата ѝ за установяване на българска просвета и църква и ликвидиране на ширещата се гъркомания. След създаването на Българската екзархия през 1870 година, той поема ръководството на новосъздадената българска община в Просечен. Енергичен и деен, Кочооглу полага доста усилия за укрепването на българското църковно-училищно дело. Подпомага финансово учителско дружество „Просвещение“ в Неврокоп със сумата от 200 гроша.
По-късно отново преминава под ведомството на Патриаршията. Към август 1900 година, управляващият българското търговско агентство в Сяр, в свой рапорт го описва така: „...Д. Кочооглу, богаташ и голям пакостник на всичко българско.“
Женен е за Олга Чохаджиева, дъщеря на Георги Чохаджиев. Синът им Константин Кочов също се занимава с обществена дейност.
Умира през 1906 година на преклонна възраст в родното си село.